# Virtual CloneDrive
Virtual CloneDrive, prodotto dalla RedFox, è un emulatore di unità ottiche CD, DVD e HD DVD in grado di montare vari formati immagine quali ISO, BIN, ecc.